# Newtonovi zakoni gibanja
Newtonovi zakoni gibanja ili Newtonovi aksiomi tri su zakona klasične mehanike objavljena 1687. godine u djelu Philosophiae naturalis principia mathematica Isaaca Newtona. Mogu se formulirati na različite načine iako imaju jednoznačni smisao. Ovdje su navedene uobičajene formulacije iz mnogih današnjih standardnih udžbenika, a ne prijevod izvornog Newtonovog teksta na latinskom.
Pojmovi gibanje tijela, brzina tijela i ubrzanje tijela odnose se na centar masa tijela.
1. zakon ili zakon inercije: Svako tijelo ostaje u stanju mirovanja ili jednolikog gibanja po pravcu sve dok vanjske sile ne uzrokuju promjenu tog stanja. 
2. zakon ili temeljni zakon gibanja: Brzina promjene količine gibanja tijela jednaka je sili koja djeluje na tijelo i zbiva se u smjeru djelovanja sile:
{\displaystyle {\vec {F}}={\mathrm {d} {\vec {p}} \over \mathrm {d} t}}
To je formulacija bliska Newtonovoj izvornoj formulaciji, iskazana suvremenim shvaćanjem pojmova. Ona se često svodi na formulaciju s akceleracijom jer je količina gibanja jednaka umnošku mase i brzine tijela:
{\displaystyle {\vec {F}}={\mathrm {d} {\vec {p}} \over \mathrm {d} t}={\mathrm {d} (m{\vec {v}}) \over \mathrm {d} t}=m{\mathrm {d} {\vec {v}} \over \mathrm {d} t}=m{\vec {a}}}
Ako na tijelo mase m djeluje sila {\displaystyle {\vec {F}}}, ona mu daje ubrzanje:
{\displaystyle {\vec {a}}={{\vec {F}} \over m}}
3. zakon ili zakon akcije i reakcije: Ako jedno tijelo djeluje silom na drugo, tada i to drugo tijelo djeluje silom na ono prvo. Te dvije sile jednakog su iznosa, na istome su pravcu, ali su suprotne orijentacije. Sile su međudjelovanje dvaju tijela i zato se uvijek javljaju u paru; jednu od njih, najčešće proizvoljno, nazivamo akcijom, a drugu reakcijom. 
Napomena: Bilo da sila uopće nema ili je njihov zbroj nula, prema drugom Newtonovom zakonu tijelo nema ubrzanja, pa je u stanju mirovanja ili jednolikog gibanja po pravcu. To znači da bi se moglo smatrati kako je prvi zakon zapravo sadržan u drugom zakonu kao njegov specijalni slučaj. Ipak, zakon inercije navodi se izdvojeno iz barem dva razloga. Gledano u povijesnom kontekstu, Newton prvim zakonom naglašava Galilejeve spoznaje (za što mu je i odao priznanje) kojima se znanost toga vremena odvaja od aristotelijanskih zabluda o tome da je sila potrebna da bi se održalo gibanje. No, važniji je razlog to što zakon inercije predstavlja polazište za definiranje tzv. inercijalnih sustava (neubrzanih sustava): tek kad su referentni sustavi tako definirani, mogu se formulirati ostali aksiomi i drugi zakoni klasične fizike koji će u njima vrijediti.

## Vanjske poveznice
- P. Jelača, A. Lipošcak, D. Šegota, R. Jurdana Šepić, N. Hoić Božić. Povijest fizike. Inačica izvorne stranice arhivirana 25. travnja 2017. Pristupljeno 12. studenoga 2020.CS1 održavanje: više imena: authors list (link)
- Newton, Isaac. Newton's Principia: The Mathematical Principles of Natural Philosophy (engleski)